# اوتومو نو اوتومارو
اوتومو نو اوتومارو (به ژاپنی: 大伴 弟麻呂 おおとも の おとまろ); ۱ ژانویهٔ ۰۷۳۱ – ۱۴ ژوئن ۰۸۰۹) یک ژنرال در دوره نارا و اوایل دوره هی‌آن اهل ژاپن بود. او نخستین کسی بود که به عنوان شوگون خوانده شد. این عنوان توسط امپراتور کانمو (زاده ۷۳۷، مرگ ۸۰۶) به وی بخشیده شد. در آن زمان، امپراتور کانمو برای فتح (فتح قبایل بدعت‌گذار، به ویژه امیشی) در سراسر کشور تلاش می‌کرد. در روز سال نو در سال سیزدهم انریاکو (۷۹۴) به اوتومو نو اوتومارو عنوان «سی ای تای شوگون» داده شد تا قیام امیشی در ولایت موتسو (شمال ژاپن) را سرکوب کند.